# Soli Brass
Soli Brass Leeuwarden is een brassband uit de stad Leeuwarden. Soli Brass werd opgericht in 1936 als fanfareorkest onder de naam Muziekvereniging Soli Deo Gloria door Tabe Annema en is een van de oudste muziekverenigingen in Leeuwarden.
Vanaf de jaren 60 maakte het orkest regelmatig concertreizen door Duitsland, Zwitserland, Engeland en Oostenrijk, de laatste keer in 2003. Vooral in Zwitserland heeft Soli Brass veel fans.
Sinds 1997 heet de brassband Soli Brass.
In 2021 werd de band Nederlands Kampioen en mocht het Nederland vertegenwoordigen tijdens de Europese Brassband Kampioenschappen te Malmö, Zweden

## Periode Sjoerd Nieuwland en verandering naar brassband
In 1957 veranderde de muziekstijl van fanfare naar brassband onder leiding van de dirigent Sjoerd Nieuwland. "Soli Deo Gloria" speelde toen veel in kerkdiensten, concerten en voor de radio.

## Dirigent Jan de Haan
In januari 1974 nam de 22 jaar jonge dirigent Jan de Haan het roer over bij "Soli Deo Gloria". Onder zijn leiding werden vele grote concourssuccessen behaald, zoals:
- Driemaal een plaats bij de eerste drie tijdens het VARA-Brass-band Festival 1979 tot 1981;
- Vijfmaal won Soli Deo Gloria de Nederlandse Brassband Kampioenschappen;

Ook op andere kampioenschappen werden goede resultaten geboekt, zoals op de Europese brassbandkampioenschappen en het Wereld Muziek Concours in Kerkrade.
In het tv-programma "U zij de Glorie" van de NCRV nam Soli Deo Gloria twee seizoenen deel, in een productie van Jan de Haan. Ook na zijn afscheid, eind 1994, trad hij regelmatig op als gastdirigent tijdens de concerttournees en bij cd-opnamen van Soli Brass.